# Pazua

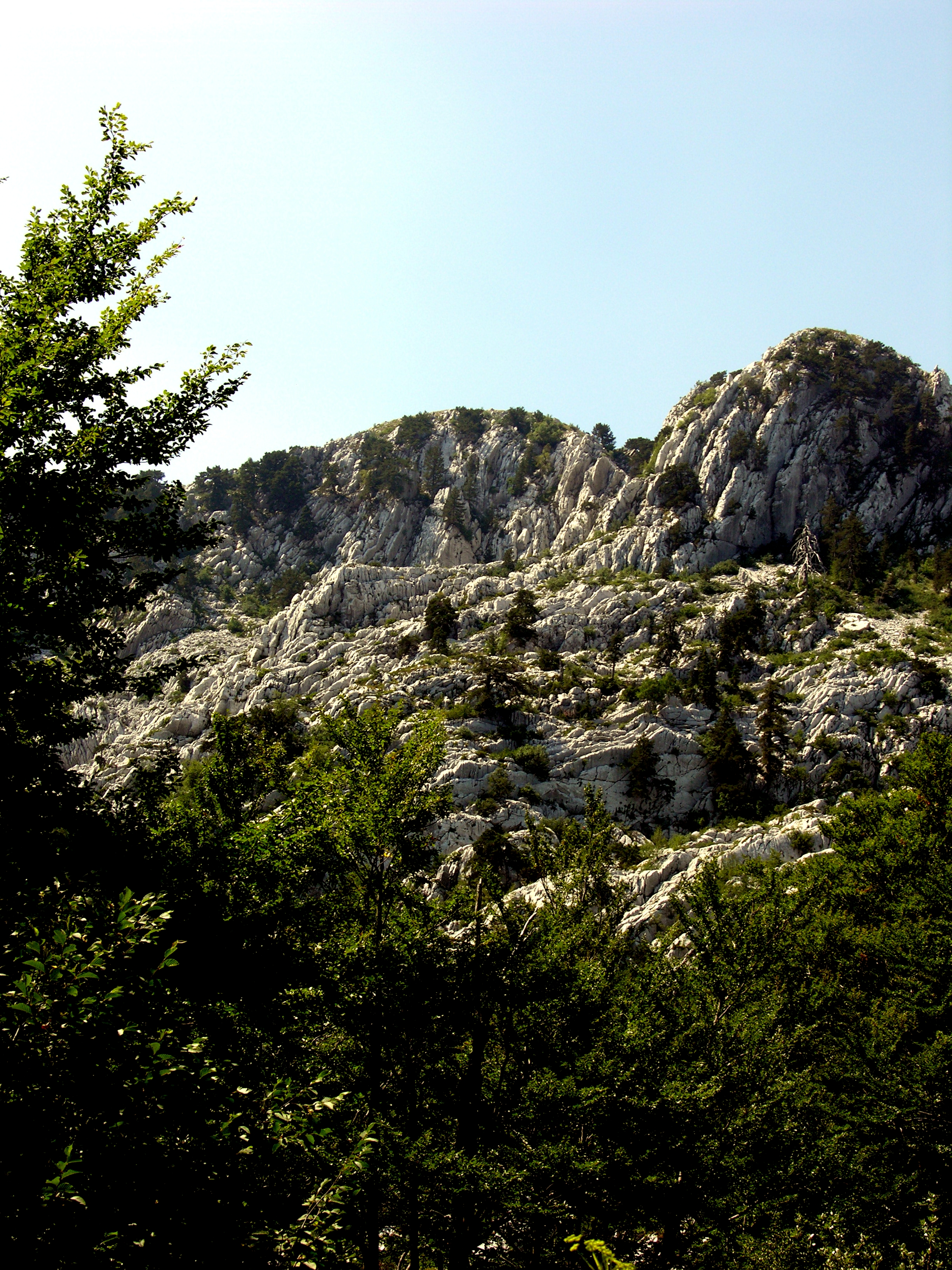
Der Pazua-Kamm mit dem Velje leto

Der Pazua-Kamm ist ein bis 1656 m hoher und 7 km langer steiler Grat im Orjen. Insbesondere die Nordseite in der Bijela gora ist durch Karst-Blockhalden schwer zugänglich. Der Pazua-Kamm ist für seine floristische Biodiversität bekannt und Typlokalität für seltene endemische Arten (darunter Iris orjenii, Aquilegia grata).

## Geographie
Der Pazua-Kamm beginnt in 1369 m Höhe zwischen Jasenov und Malov do und streicht in west-östlicher Richtung über 7 km bis zum Gipfel des Međugorje. Auf der Nordseite liegt die Dolovi genannten Hochfläche des Borovi do. Der Kamm der Pazua ist schwer zugänglich. Hauptgipfel sind der Velje leto (1603 m) sowie die Velika Pazua (1656 m).

## Galerie

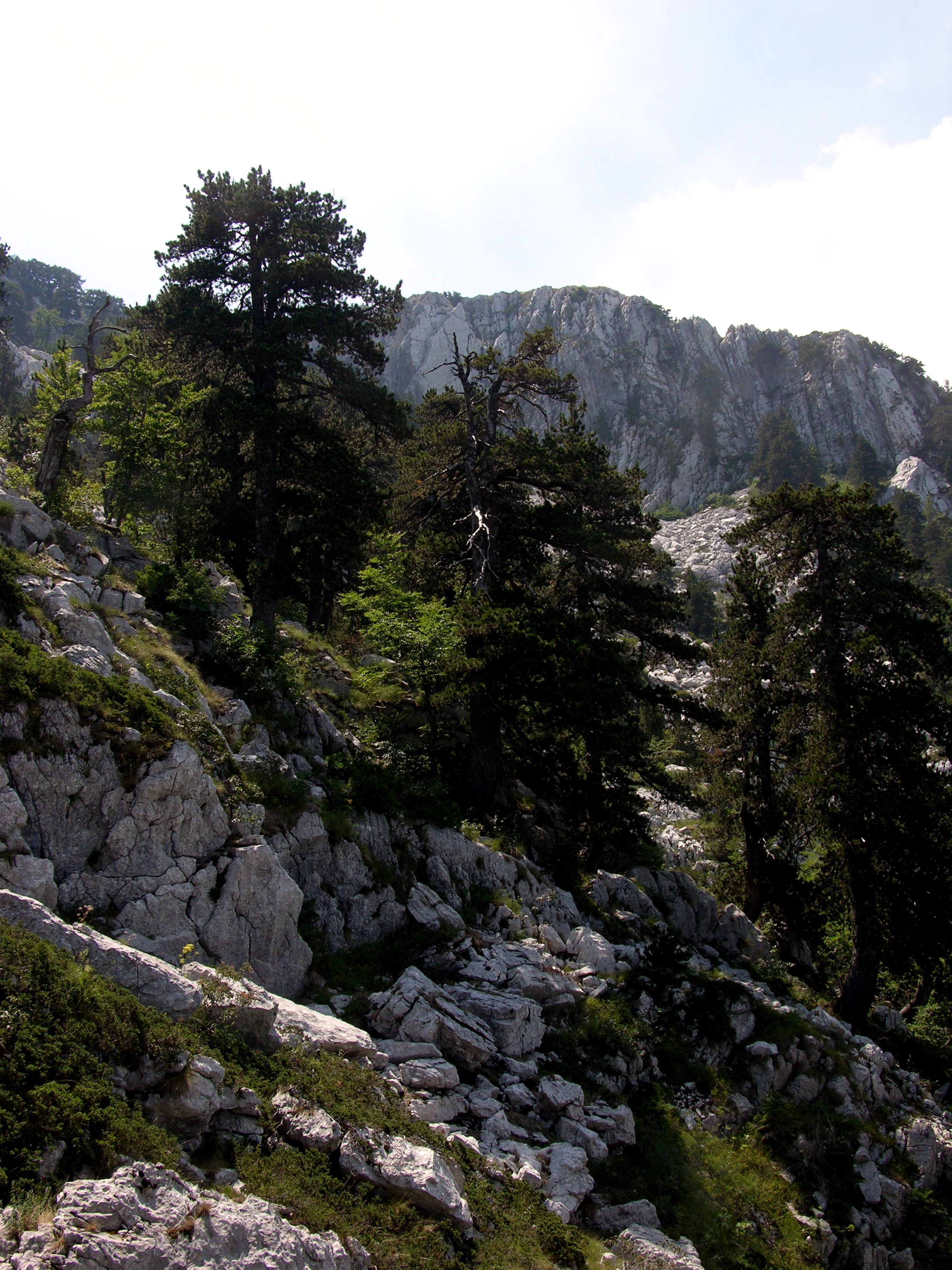
Der Velje leto
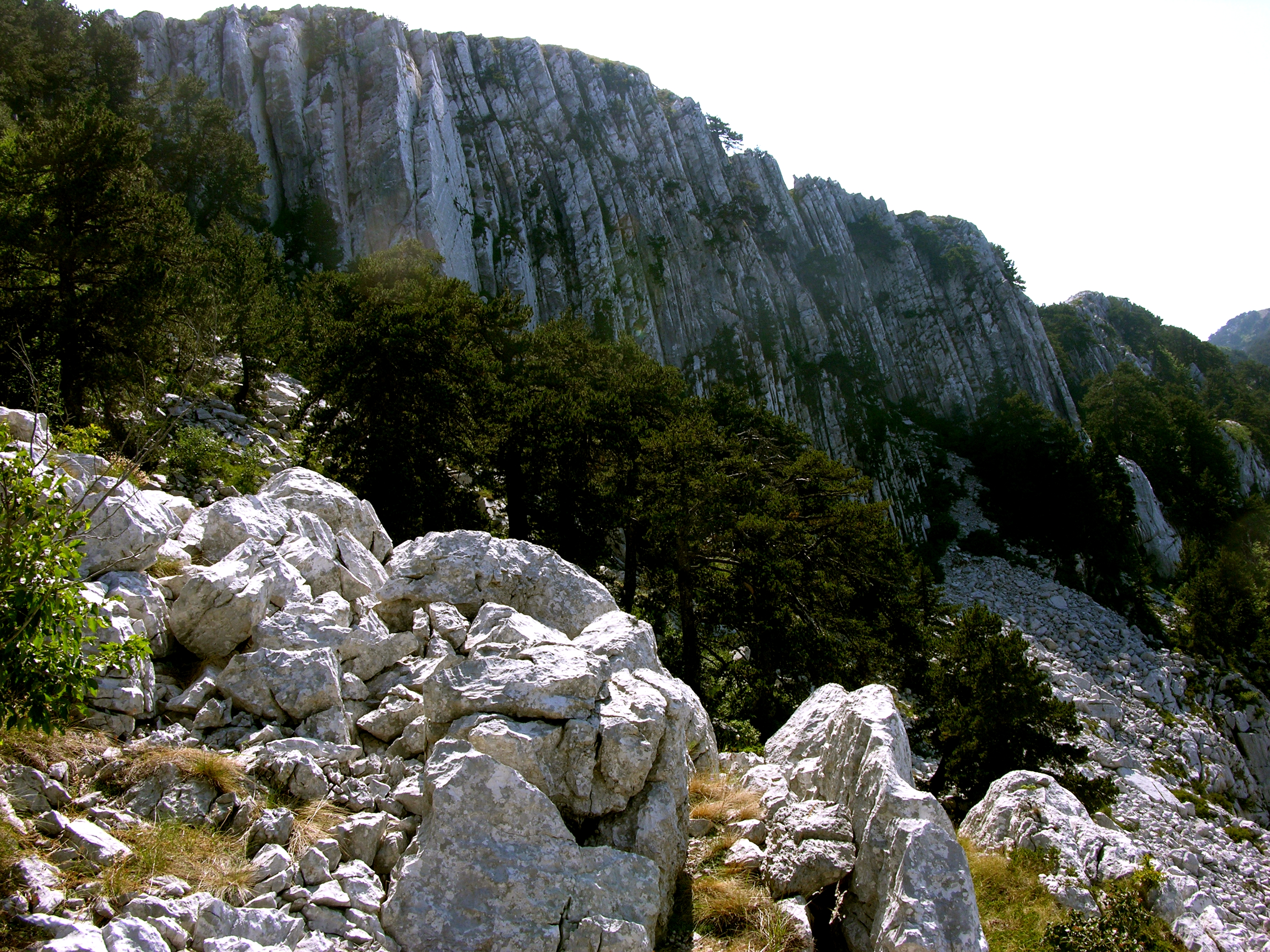
Kalkschichten am Velje leto